# باسكوال بيريز
باسكوال بيريز هو لاعب كرة قاعدة دومينيكاني، ولد في 17 مايو 1957 في سان كريستوبال في جمهورية الدومينيكان، وتوفي في 1 نوفمبر 2012 في San Gregorio de Nigua ‏ في جمهورية الدومينيكان بسبب إصابة كليلة.

## وصلات خارجية
- باسكوال بيريز على موقعبيزبول رفرنس.كوم (الدوري الرئيسي) (الإنجليزية)
- باسكوال بيريز على موقعبيزبول رفرنس.كوم (الدوري الثانوي) (الإنجليزية)